# 崖花子
崖花子（学名：Pittosporum truncatum）为海桐花科海桐花属下的一个种。

## 扩展阅读
- 維基物種上的相關：崖花子